# Renseignements généraux marocains
Les Renseignements Généraux (RG) du Maroc, sont un service secret de renseignement civil faisant partie de la DGSN (Direction générale de sûreté nationale), la police marocaine. Leurs missions consistent en collecte et analyse d'informations de tous genres pour prévenir n'importe quel trouble à l'ordre public, ainsi que le suivi de personnes. 
Ils ne sont pas affiliés à la police judiciaire et donc ils ne peuvent pas interpeller directement les personnes. Ils travaillent en liaison avec la Police judiciaire ainsi que de la Direction générale de la surveillance du territoire (DGST), les renseignements intérieurs. 